# Cantoni-Krumm
La société Cantoni - Krumm S.p.A. était une entreprise de mécanique de Legnano, en Lombardie, dirigée par le baron Eugenio Cantoni et Luigi Krumm.

## Histoire
En 1850, Luigi Krumm dirige la filature Turati de Castellanza, fondée par son père avec Francesco Turati. En 1863, la Filatura Turati construit une nouvelle usine de tissage à Busto Arsizio, la deuxième usine textile équipée de métiers à tisser mécaniques, équipée de machines à vapeur, avec celle de Luigi Candiani, la plus importante filature italienne. En 1865, l'usine de Legnano de la Filatura Turati est vendue à la société Eraldo Krumm & C., héritée par Luigi Krumm, à la mort de son père.
En 1872, le baron et industriel textile, Eugenio Cantoni, fonde une société anonyme au capital de 25 millions de lires, le Lanificio Rossi (nom de la société absorbée). Luigi Krumm fait partie des actionnaires de cette nouvelle société, dans laquelle il assume le rôle de conseiller. Le baron Eugenio Cantoni possédait, depuis 1828, la plus important filature de coton d'Italie avec le Cotonificio Cantoni S.p.A. de Borgomanero.
En 1874, avec Eugenio Cantoni, Andrea Ponti, Luigi Krumm et d'autres associés, fondent l'entreprise industrielle Officina Cantoni, Krumm & C. dont l'objet est de construire et réparer des métiers à tisser pour les industries textiles de la région. Peu après, Luigi Krumm laisse l'entreprise à Eugenio Cantoni pour s'intéresser à la politique. Il devient conseiller municipal puis faisant fonction de maire de Legnano, Président de la Congrégation de la Charité (it) (Institution étatique destinée à répondre aux besoins de la population pauvre), conseiller de la Chambre de Commerce de Milan MonzaBrianza Lodi (it), juge du Tribunal de Commerce et Président de la Société Ouvrière du Legnanese.
En 1876, Eugenio Cantoni recrute Franco Tosi, un jeune ingénieur diplômé de l'École polytechnique fédérale de Zurich, au poste de directeur technique. En 1881, Franco Tosi devient son principal associé dans l'entreprise Officina Cantoni, Krumm & C. qui est renommée Franco Tosi & C.. En 1884, Tosi en devient l'unique actionnaire,,.